# La nube purpurea
La nube purpurea (The Purple Cloud) è un romanzo fantascientifico di Matthew Phipps Shiel del 1901. Vi si narra di un viaggio al polo nord e la quasi estinzione dell'umanità per via di una nube venefica. È spesso citato tra le prime opere di fantascienza apocalittica.
È stato pubblicato per la prima volta in italiano come La nuvola porpora nel 1924.

## Trama
Adam Jeffson, giovane dottore inglese, viene convinto a partecipare ad una spedizione per raggiungere il polo Nord, e di fatto sarà lui in persona a raggiungere il polo; la scoperta però porta terribili conseguenze, ed una strana nube purpurea (che dà il titolo all'opera) finirà per uccidere l'intero genere umano. Nel corso del lungo viaggio di ritorno Adam si rende conto della terribile fine del genere umano, ed infine, tornato a Londra, come preso da un diabolico impeto finisce per incendiarla, dopo aver ormai constatato che non rimane più alcun essere umano, nemmeno nelle numerose miniere che visita in tutta la Gran Bretagna.
Incendiata Londra, si trasferisce in Francia, ma neanche qui si placa la sua furia piromane, se non quando, spinto come da un'illuminazione, decide di costruire il più magnifico tempio-palazzo della storia. Inizia così la costruzione del palazzo che richiederà diciassette anni, tra alti e bassi ed inevitabili inconvenienti; concluso il palazzo sull'isola di Imbro, decide di recarsi a Istanbul, che finirà per incendiare, ma proprio sulla strada del ritorno, percorrendo i boschetti di Istanbul, Adam incontrerà l'ultima donna dell'umanità.

## Edizioni
- Matthew Phipps Shiel, The Purple Cloud, 1901.
- Matthew Phipps Shiel, La nube purpurea, traduzione di J. Rodolfo Wilcock, Adelphi, 1967,  p. 338, ISBN 88-459-0804-6.
- Matthew Phipps Shiel, La nube purpurea, a cura di Davide De Boni, Urania, Mondadori, 2019.